# 廖扶
廖扶（?—?），字文起。汝南郡平舆县（今河南省平舆县）人。东汉方士。
幼年时习《韩诗》、《欧阳玄书》，有门徒数百人。父亲是北地郡太守，永初年间，因为羌人攻克北地郡，下狱而死。廖扶因为父以法丧身，害怕做官。服丧期满叹道：“老子有言：‘名与身孰亲？’吾岂为名乎！”于是无意仕进，断绝世俗的想法。他专攻经典，尤其明晓天文、谶纬，风角、推步之术。州郡公府征召，都不应职。来问他灾异，他也没有回答。廖扶预先知道家乡发生灾荒，于是聚谷数千斛，都分给宗族姻亲，赈恤宗族。又出资埋葬遭瘟疫而死之人。常居在先人坟墓之旁，未曾进入城市。太守谒焕做过他的学生。后到汝南郡上任，未到，先派遣小吏修门人之礼，又想提拔廖扶子弟，廖扶不肯，时人称为“北郭先生”。年八十岁，在家中去世。廖扶二子，廖孟举、廖伟举，并知名。

## 延伸阅读
[在维基数据编辑]
 《後漢書·卷82上》，出自范晔《後漢書》